# Ricochet
Ricochet [rikošet] je hra pro dva hráče podobná squashi a vzdáleně tenisu. Hraje se na uzavřeném hřišti (kurtu) speciálními raketami a míčkem na ricochet.

## Charakteristika hry
Zápas se hraje na 3 vítězné sety. Set získá hráč, který dosáhne jako první 15 bodů. Hráč musí zvítězit rozdílem 2 bodů. Pokud se nedaří set dohrát, vyhrává hráč, který první dosáhne 21 bodů (bez ohledu na pravidlo o dvoubodovém rozdílu – je tedy možný výsledek 21:20).
Hráč se snaží hrát tak, aby v rámci pravidel donutil soupeře udělat chybu a tím získal bod. Zápas vyhrává ten hráč, který vyhraje tři sety. Průběh zápasu je zobrazován na elektrickém zařízení, které je umístěno na přední zdi kurtu. Je zde zobrazován počet vyhraných setů a bodů, kterých jednotliví hráči dosáhli. Zařízení také signalizuje chybu ve hře.

## Hra

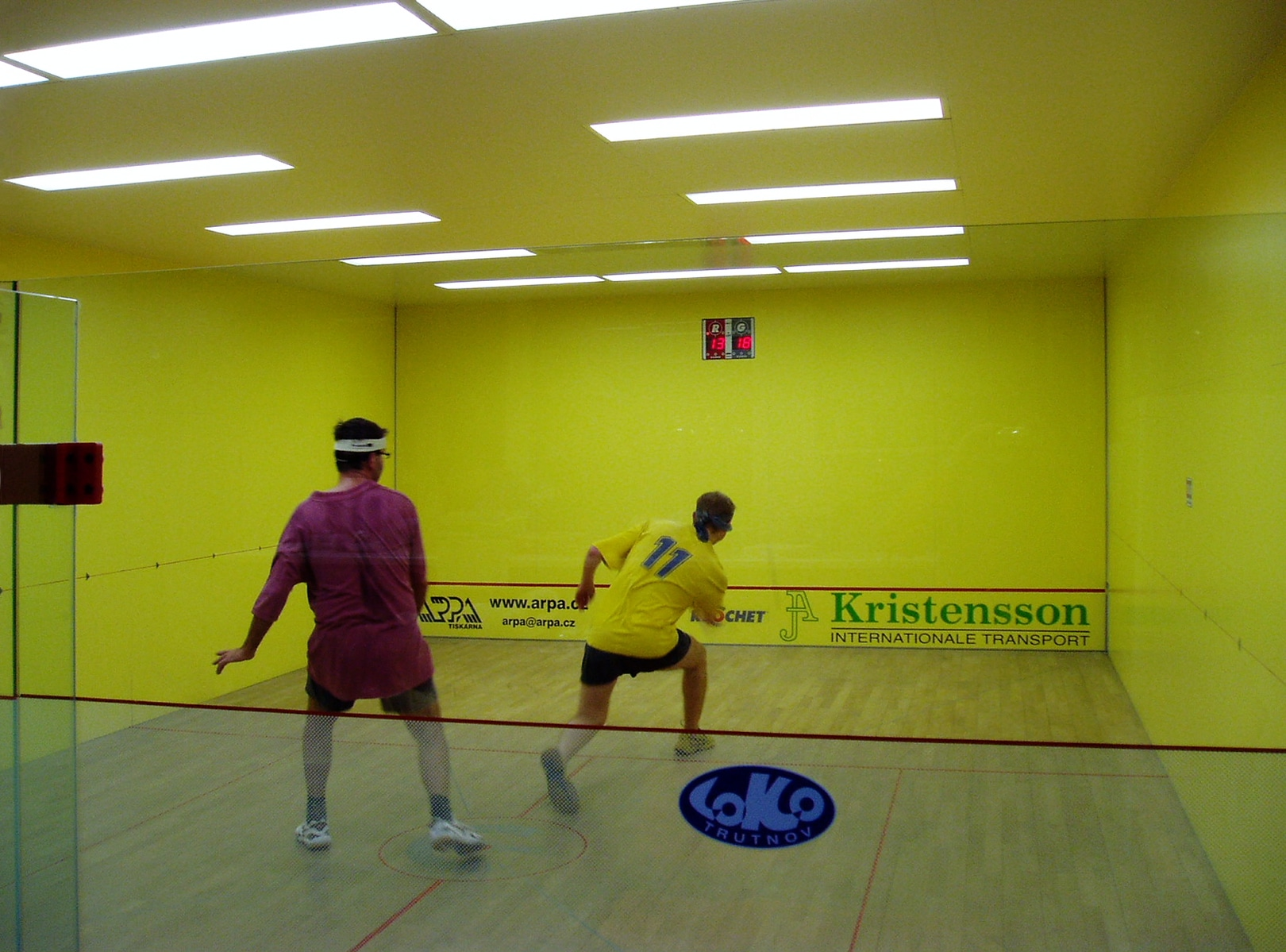
Ukázka hry Ricochet

Body mohou získat oba hráči, bez ohledu na to, kdo podává. Pokud hráč udělá chybu při podání, získává protihráč bod.
Hra samotná začíná podáním, které se provádí ze čtverce na polovině hřiště, odkud má hráč podávat. Toto je také zobrazeno na elektronickém zařízení na přední stěně. Hráč tedy nevolí, z jaké strany bude podávat. Při lichém počtu bodů se podává zleva doprava, při sudém naopak – tedy zprava doleva. V ricochetu není opravné podání – při chybě získává soupeř bod a podání.
Při podání si hráč míček nadhodí a odpálí ho na přední stěnu mezi spodní čáru a strop. Je možné podání vrchem (s raketou nad hlavou), stejně jako klasické s raketou v úrovni těla. Míček musí po odrazu o přední stěny dopadnout do vyznačeného obdélníku na soupeřově straně kurtu. Předtím se může odrazit o boční stěnu. Chyba při podání nastává, pokud míček trefí přední stěnu pod čárou, pokud zasáhne míček strop nebo pokud míček nedopadne do určeného obdélníku. Podání je možné přijmout „z voleje“ – tedy před dopadem míčku na zem.
Poté, co podávající úspěšně zahájil hru, se hráči střídají v úderech, dokud jeden z nich neudělá chybu – nestihne míček odpálit nebo ho odpálí v rozporu s pravidly. Míček mohou hráči libovolně odpalovat – může se odrazit od kterékoli stěny a stropu (rozdíl proti squashi). Může však jenom jednou dopadnout na zem. Přední stěnu musí zasáhnout nad čáru, jinak elektronické zařízení hlásí chybu (akusticky i vizuálně). Při odpálení míčku hráčem se míček nesmí dotknout země dříve než přední stěny.
Při hře je tedy nutné držet se na kurtu. K tomu slouží již zmiňované čáry. Jsou celkem dvě. Jedna na přední stěně, tvořící jakousi pomyslnou síť, jako v tenise. Zásah pod ní registruje elektronické zařízení, které to okamžitě signalizuje. Tato signalizace automaticky znamená konec výměny a bod pro druhého hráče. Druhá čára, se kterou musí hráči počítat je na zadní zdi (skle). Zásah nad ni opět znamená konec výměny. Ve hře u zadní stěny je další rozdíl od squashe. Míček je možné hrát pouze po odrazu od zadní stěny – nezáleží na tom, dopadl-li předtím na zem či ne. Stále platí pravidlo o jednom dopadu na zem. Boční stěny nejsou nijak omezeny, hraje se totiž (opět na rozdíl od squashe i o strop). Pokud hráč při hře nezasáhne míček okamžitě, může se pokusit odehrát ho opakovaně.
Na začátku každého nového setu začíná vítěz předchozího setu – o všem hráče informuje elektronické zařízení integrované do přední stěny.

## Hřiště a vybavení

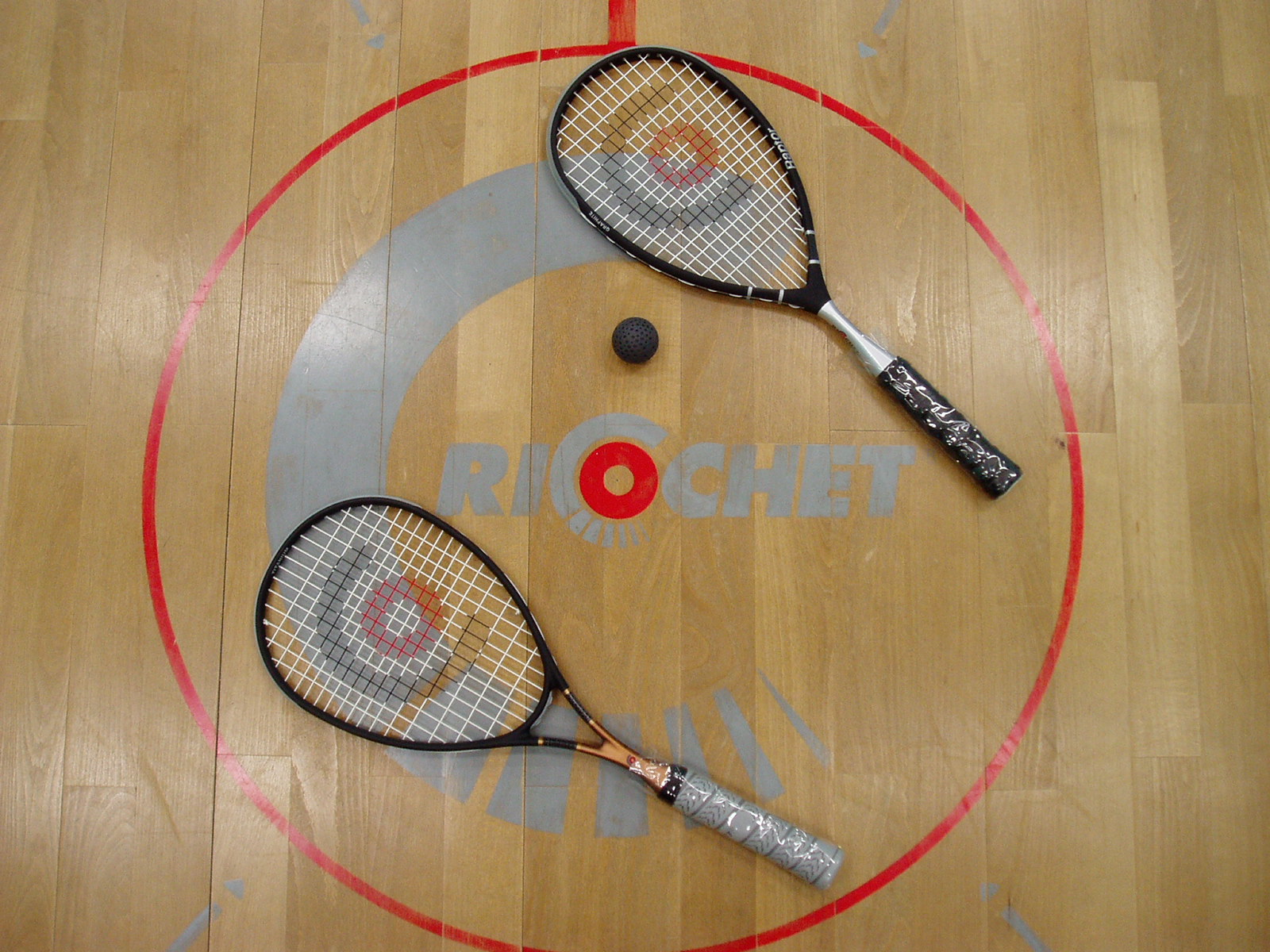
Rakety a míček na Ricochet

Kurt na ricochet je 8 m dlouhý, 5,5 m široký a vysoký 2,7 m. Zadní stěna je zpravidla průhledná (tvrzené sklo). Po stranách kurtu je množství čar a linií, které pomáhají hráčům v orientaci. Na podlaze kurtu jsou obdélníky důležité pro podání, uprostřed je kruh s logem ricochetu. Zadní skleněná stěna má ve spodní části (pod čárou značící aut) lehký průhledný nátěr usnadňující orientaci. Ve stropě je zapuštěno několik zářivek osvětlujících kurt – jsou vyrobeny z tvrzeného plexiskla, aby vydržely tvrdý zásah míčkem.
Raketa na ricochet je menší a lehčí než raketa na squash. Na trhu je pouze několik druhů raket pro různé výkonnosti hráče. Všechny jsou vyráběny a prodávány pod jednou značkou – je to dáno tím, že nebyla vydána povolení vyrábět rakety světovým výrobcům, jako v případě squashe či tenisu.
Míček na ricochet má stejné rozměry jako squashový míček, je ovšem vyroben z rozdílného materiálu. Jeho povrch je poset množstvím otvorů – tvoří vnější vrstvu – míček není děravý. Míčky dělíme podle odskoku či odrazu o stěny. Tyto rozdíly jsou reprezentovány barvou míčku. Rozlišují se tři druhy – červený, fialový a černý. Hráči začátečníci používají nejčastěji červený míček, protože se hodně odráží a odskakuje (hráči mají více času k míčku doběhnout a odehrát ho). Dalším stupněm je fialový míček používaný zkušenějšími hráči. Zkušení hráči volí černý míček. Ten je také používán na drtivé většině turnajů.
Všechny míčky (a zejména černý) potřebují zahřát na optimální teplotu. Za této optimální teploty se černý míček odskokem blíží fialovému či červenému – ty se ovšem nemusí zahřívat a odráží se hodně ihned.

## Historie a ricochet v ČR a ve světě
Historie ricochetu je velmi krátká. Sport byl vytvořen v Kanadě na konci 80. let 20. století jako kombinace squashe a racketballu – populární hry v USA. Poté proběhla vlna zájmu hlavně v Evropě a jen v roce 1993 bylo v 8 evropských zemích vystavěno 140 kurtů. V České republice existuje cca 50 ricochetových center. Od roku 1997 funguje v ČR Česká ricochetová asociace, která sdružuje kluby a hráče. Pořádá seriál turnajů po celé ČR. Jedním z hlavních úkolů ČRA je propagace a popularizace ricochetu. Mezi významné události patří pořádání turnajů s hojnou mezinárodní účastí – Czech Ricochet Open. V roce 1999 se v ČR konalo historicky první Mistrovství Evropy – byl to veliký úspěch ČRA. Tituly mistrů Evropy získali v kategorii mužů Miloš Pokorný a v kategorii žen juniorka Zuzana Jirkovská.
Celosvětově paří ČRA pod IRF (International Ricochet Federation). IRF sídlí v Amsterdamu a její aktivity jsou podobné ČRA – dohled nad pravidly, mezinárodní kvalifikace hráčů, udělování statutu mezinárodního turnaje a v neposlední řadě propagace a popularizace ricochetu ve světě.
Ricochet je v současné době populární zejména v Evropě a to kromě České republiky hlavně v Holandsku, Německu a Maďarsku.